# Paulette Schwartzmann
Pour les articles homonymes, voir Schwartzmann.
Paulette Schwartzmann est une joueuse d'échecs française d'origine russe, née le 19 novembre 1894 à Kamenetz Podolsk en Ukraine dans l'Empire russe et morte vers 1953 en Argentine. Elle a terminé six fois première du championnat de France d'échecs féminin dans les années 1920 et 1930, puis quatre fois championne d'Argentine dans les années 1940-1950. Elle a représenté la France lors de deux championnats du monde d'échecs féminin (en 1933 et 1939).

## Biographie
Paulette Schwartzmann est née dans l'Empire Russe en 1894. Elle s'installa en France en 1915 et exerça le métier de chirurgien dentiste diplômée de la faculté de Paris. Elle fut naturalisée française le 21 décembre 1932. Lorsque la seconde Guerre mondiale éclata en 1939, elle disputait le championnat du monde de féminin à Buenos Aires et décida comme de nombreux joueurs et joueuses  de rester en Argentine.

## Carrière de joueuse

### Championnats de France
Paulette Schwartzmann participa à douze championnats de France féminins et termina à chaque fois dans les trois premières places. Avant sa naturalisation en décembre 1932, elle jouait hors concours, c'est-à-dire que le titre de championne de France revenait à la première Française du tournoi.
- 1924 : deuxième après Marie-Jeanne Frigard
- 1925 : première devant Marie-Jeanne Frigard qui est sacrée championne de France
- 1926 : deuxième après Marie-Jeanne Frigard
- 1927 : première devant Marie-Jeanne Frigard qui est sacrée championne de France
- 1928 : première devant Jeanne d'Autremont qui est sacrée championne de France
- 1929 : première devant Jeanne d'Autremont qui est sacrée championne de France
- 1931 : première devant Louise Pape qui est sacrée championne de France
- 1932 : troisième après Alice Tonini (italienne) et Jeanne d'Autremont qui est sacrée championne de France
- 1933 : deuxième après Alice Tonini (italienne) ; Paulette Schwartzmann qui vient d'être naturalisée est sacrée championne de France
- 1934 : troisième après Alice Tonini (italienne) et Maud Flandin qui est sacrée championne de France
- 1935 : première et championne de France
- 1936 : deuxième après Chantal Chaudé de Silans
- 1937 : elle ne participe pas au championnat qui a lieu pour la première fois en dehors de Paris (à Toulouse)
- 1938 : le championnat a lieu à Nice et Paulette Schwartzmann est la seule à se présenter. Elle est sacrée championne de France.

### Championnats du monde
- 1933 : à Folkestone, en même temps que l'olympiade d'échecs de 1933, elle termine sixième parmi huit participantes[1].
- 1939 : à Buenos Aires, en même temps que l'olympiade d'échecs de 1939, elle termine 9e-10e parmi vingt participantes[2].

### Championnats d'Argentine
Paulette Schwartzmann remporta le championnat d'Argentine en 1948, 1949, 1950 et 1952.